# تاک یونگ جون
تاک یونگ جون (انگلیسی: Tak Young-jun؛ زادهٔ ۱۷ ژانویهٔ ۱۹۷۸) مدیر کارآفرین اهل کره جنوبی است. وی از سال ۲۰۰۱ میلادی تاکنون مشغول فعالیت بوده‌است.